# Santa Margherita Ligure

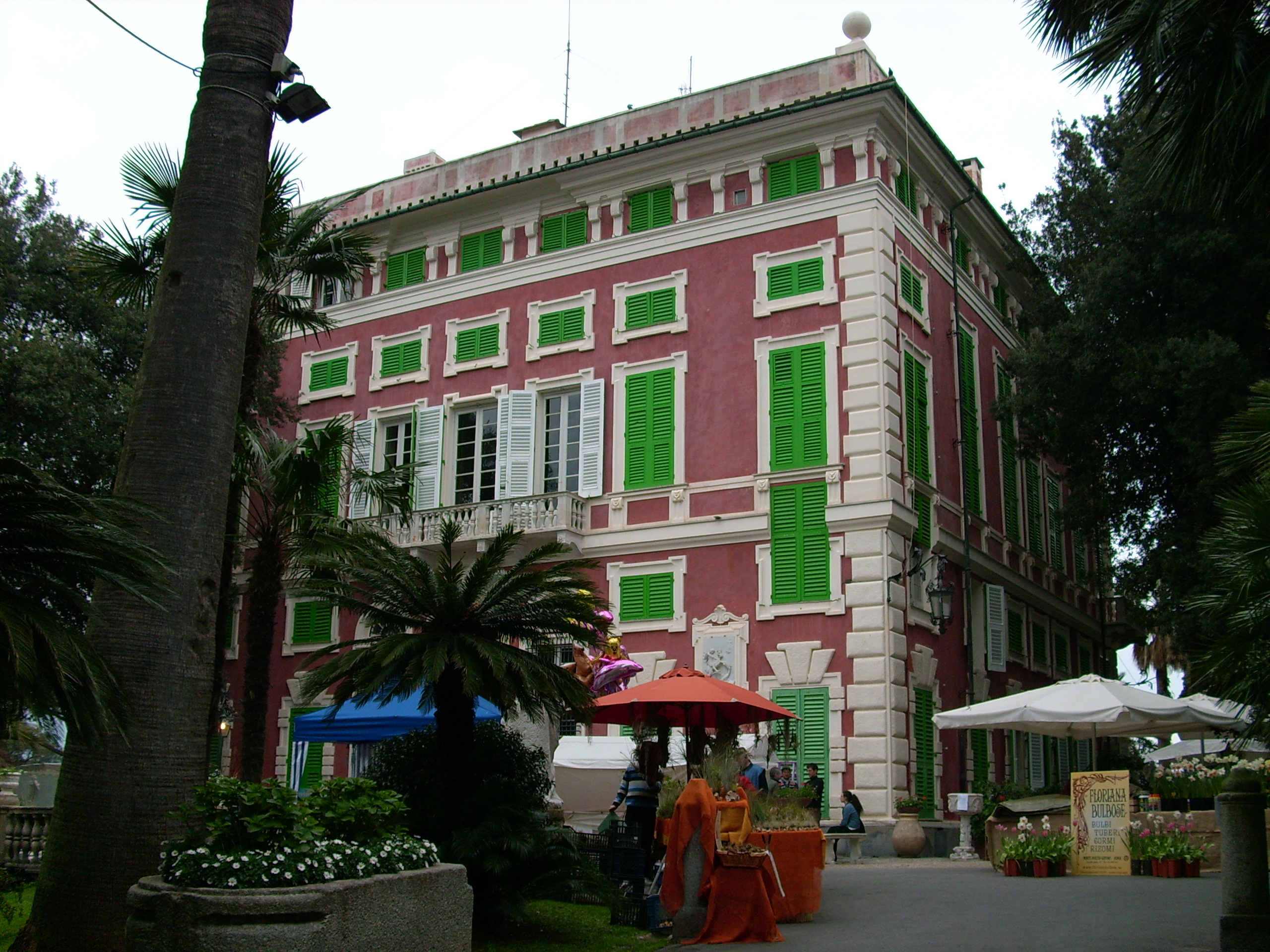
Villa Durazzo.

Santa Margherita Ligure là một đô thị ở tỉnh Genova thuộc vùng Liguria, nằm ở vị trí cách khoảng 35 km về phía đông nam của Genova, ở khu vực truyền thống Tigullio.

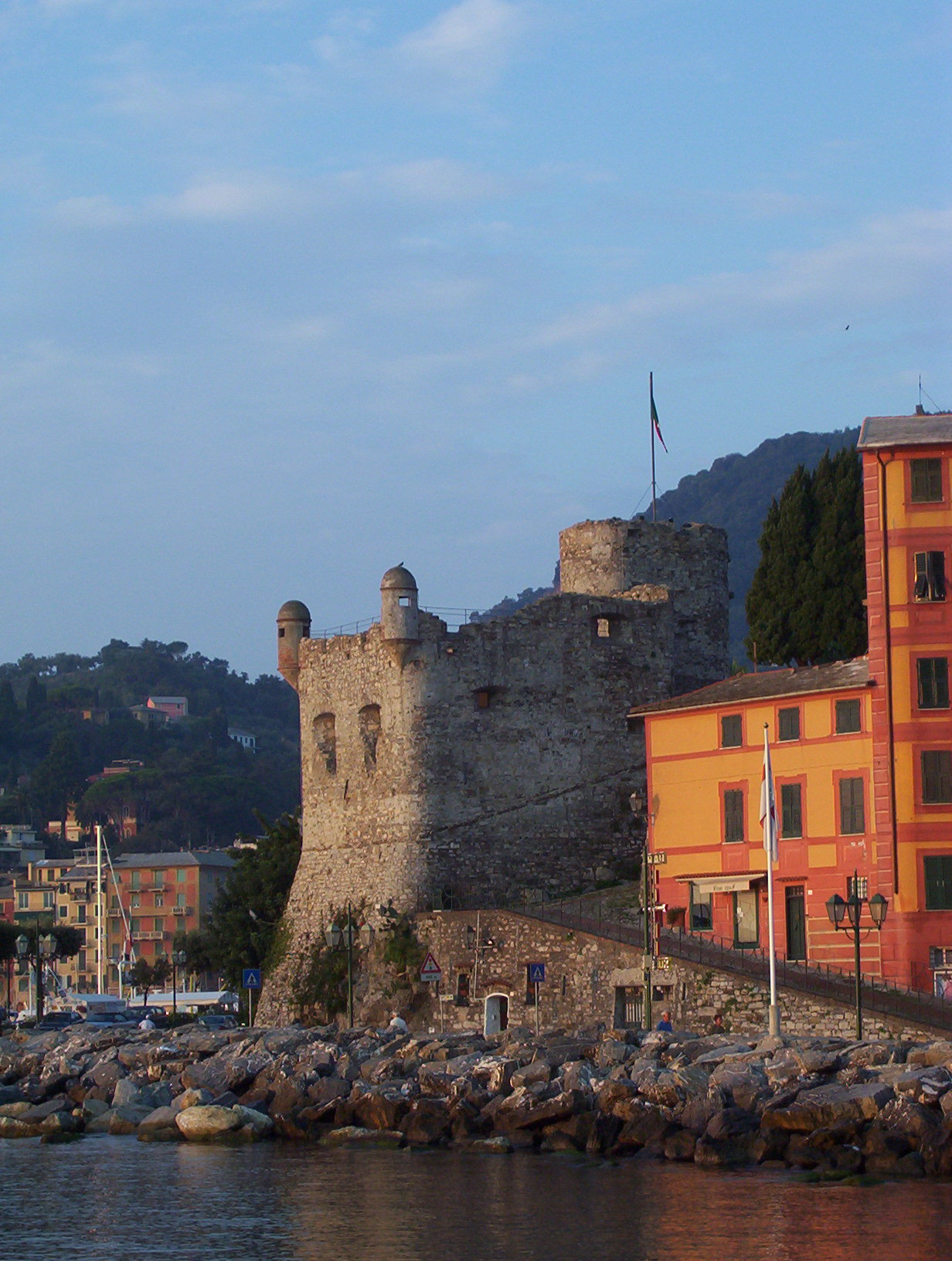
Lâu đài thế kỷ 16.

Santa Margherita Ligure giáp các đô thị sau: Camogli, Portofino, Rapallo.
Đô thị này có một cảng được sử dụng cho du lịch và đánh bắt cá. Một phần đô thị này thuộc Công viên tự nhiên vùng Portofino.

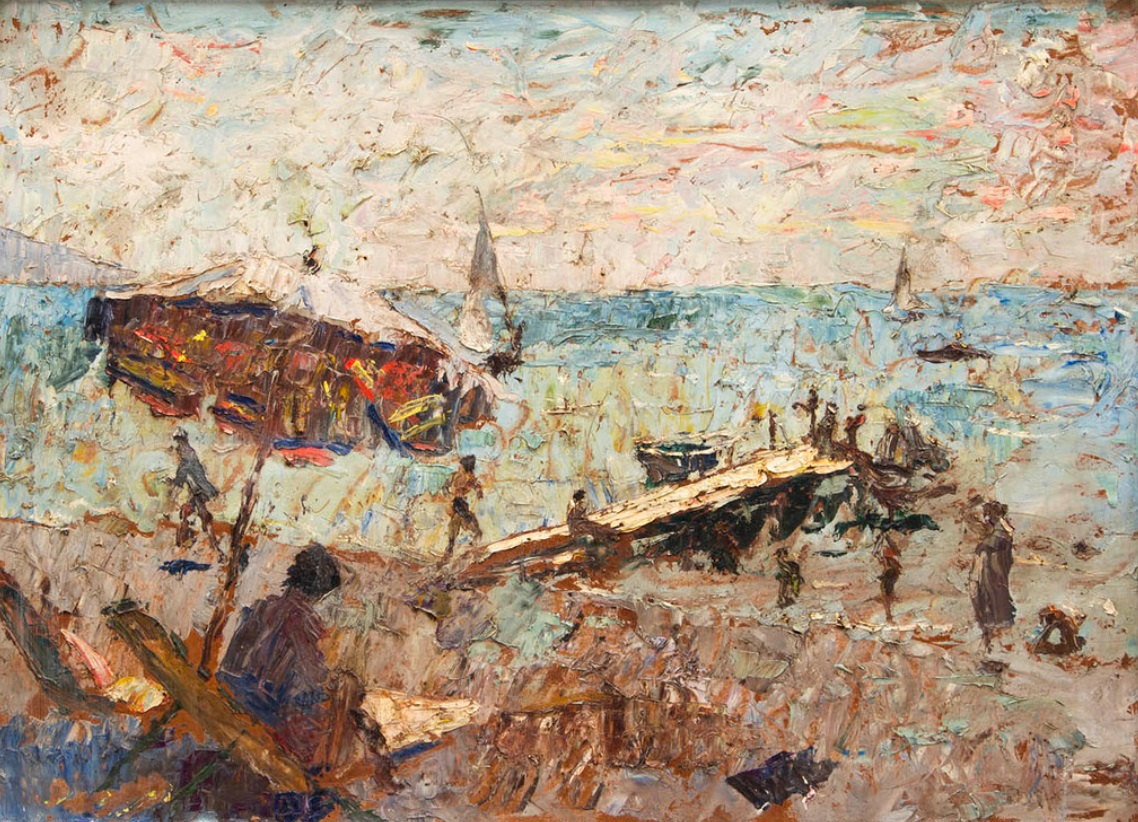
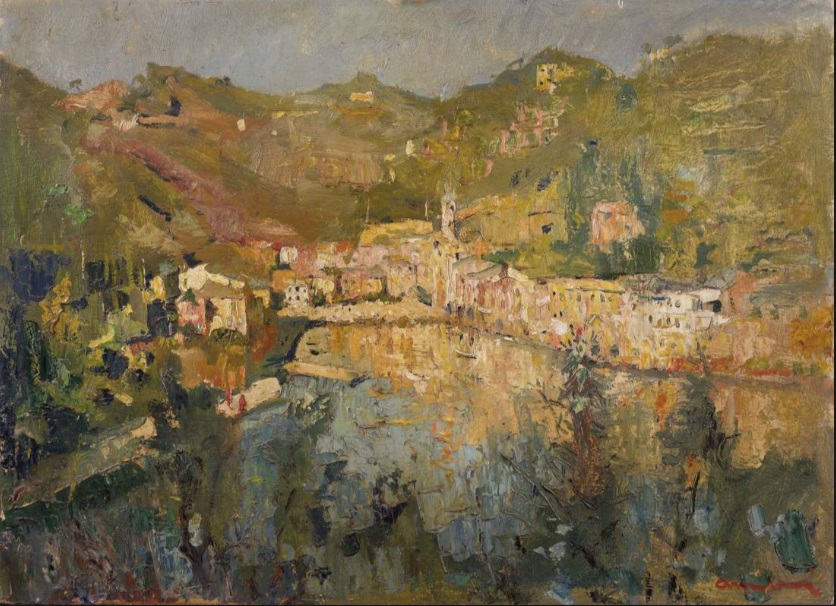
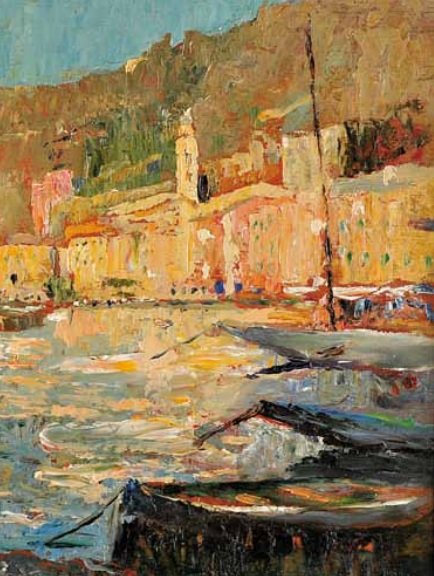
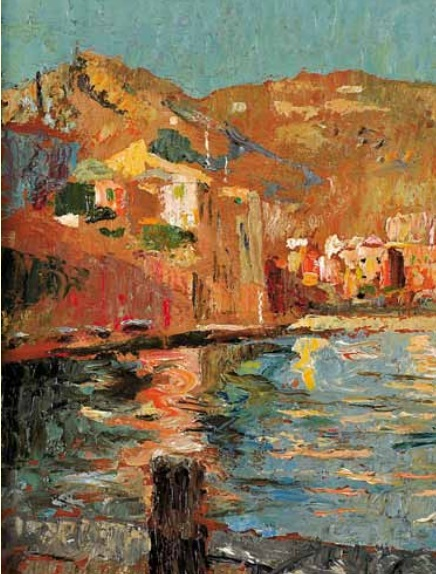
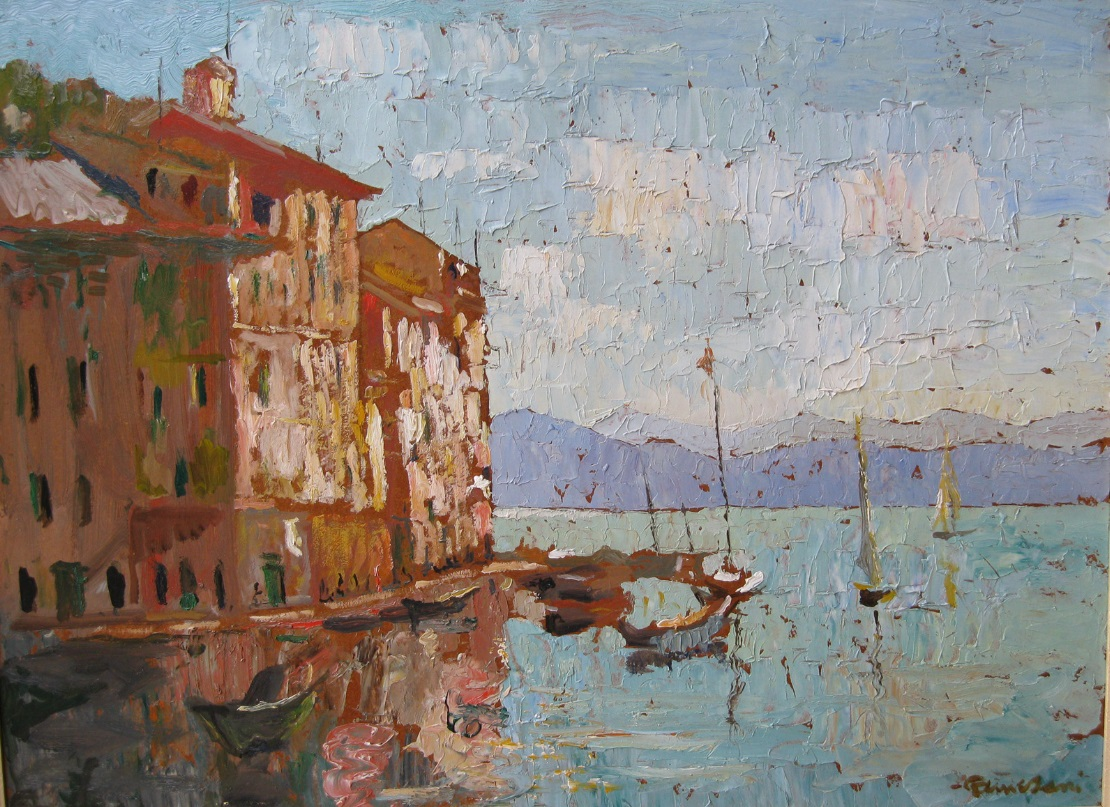
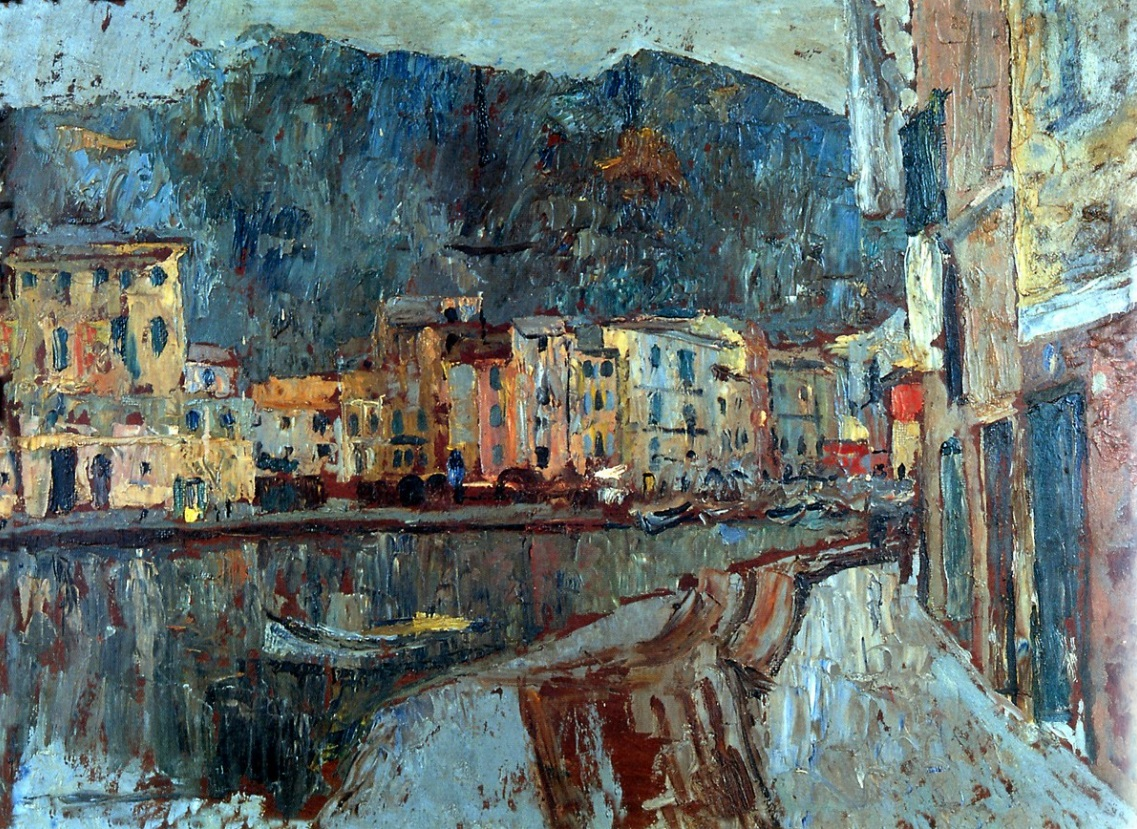
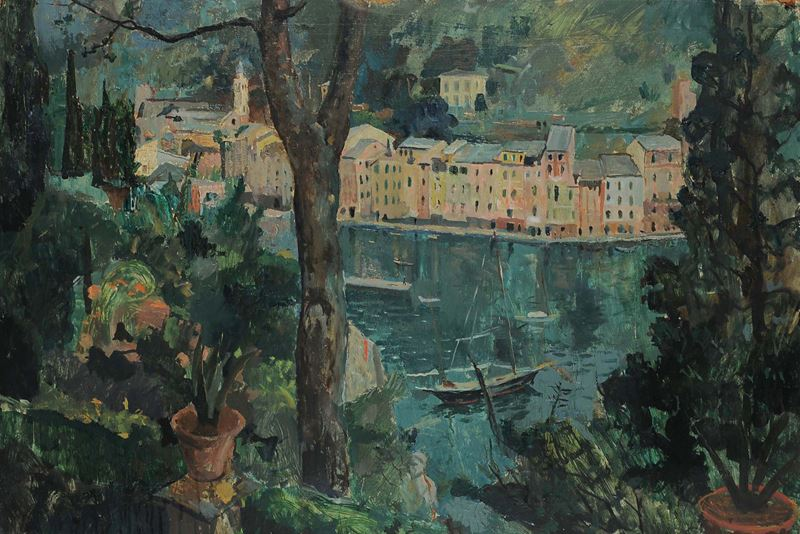
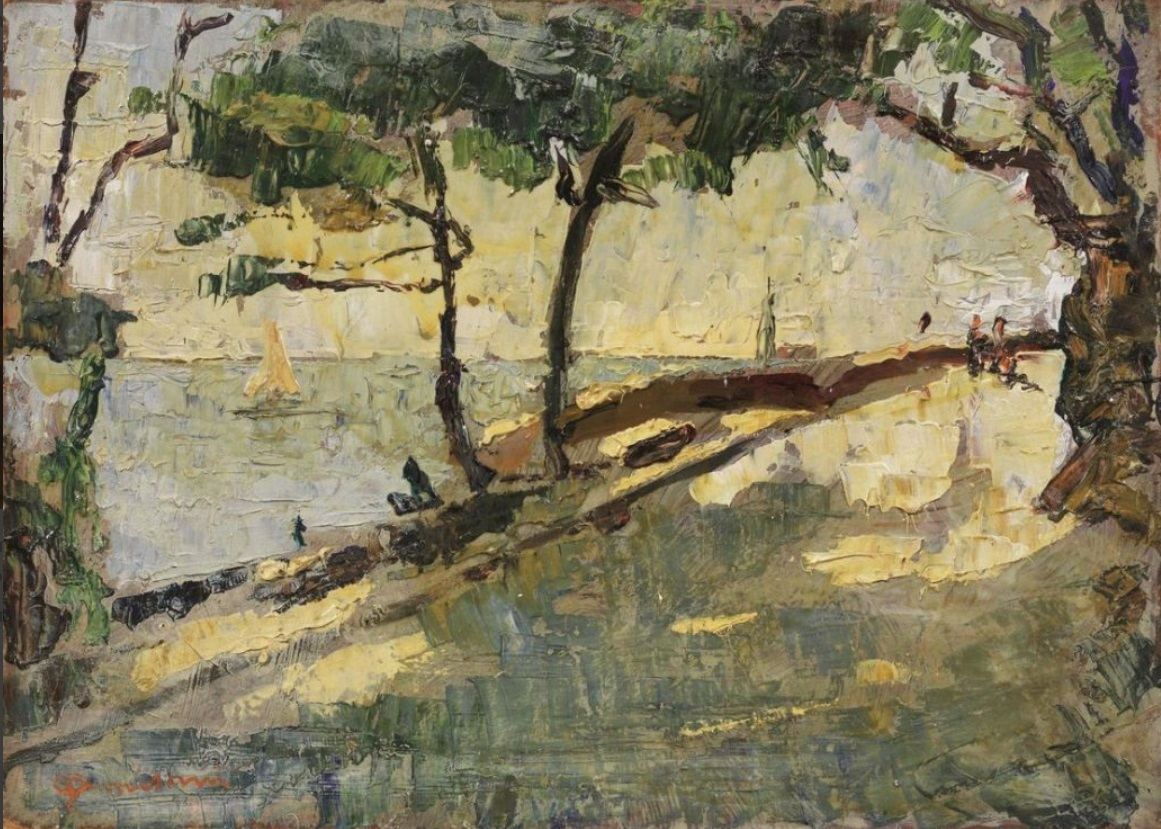
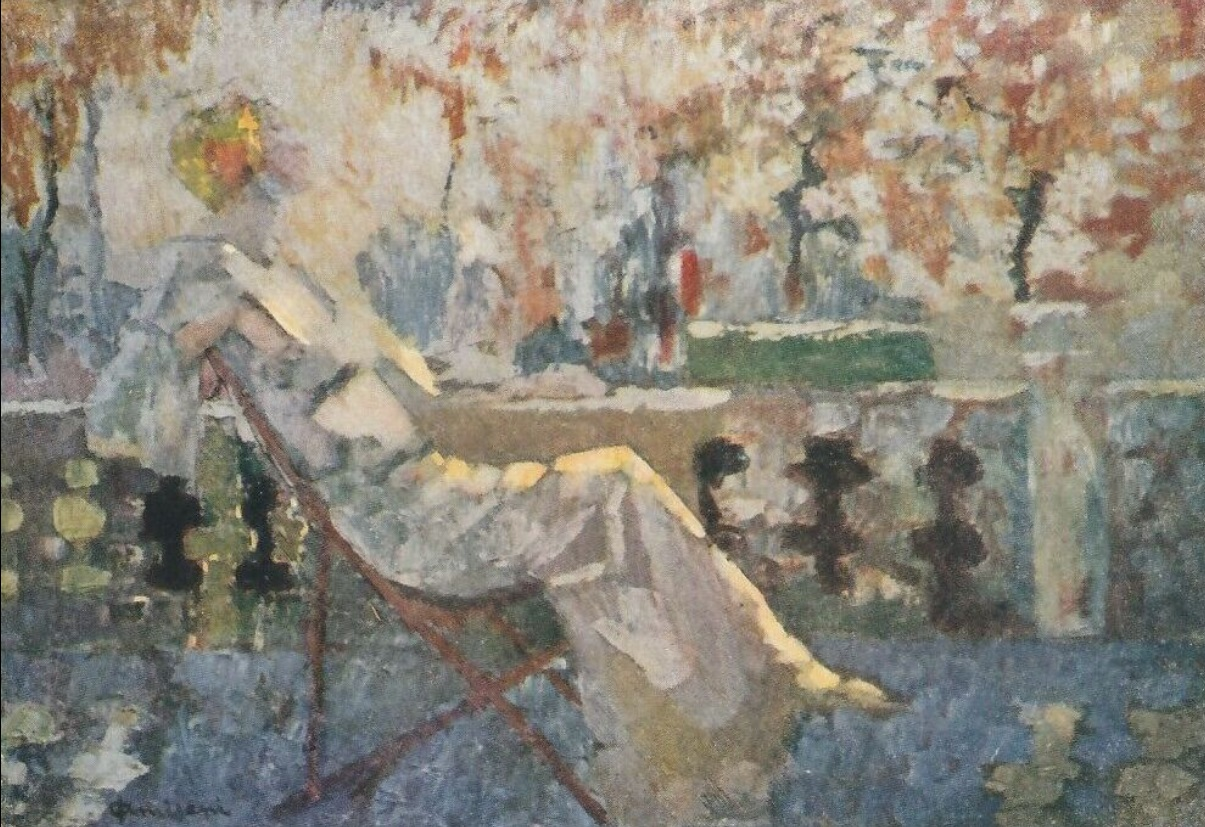